# Чилоэ (провинция)
Провинция Чилоэ  (исп. Provincia de Chiloé) — провинция в Чили в составе области Лос-Лагос.
Включает в себя 10 коммун.
Территория — 8527 км². Население — 168 185 человек (2017). Плотность населения — 19.72 чел./км².
Административный центр — Кастро.

## География
Провинция расположена на острове Чилоэ и прилегающих более мелких.

## Административное деление
Провинция включает в себя 10 коммун:
- Анкуд. Админ.центр — Анкуд.
- Кастро. Админ.центр — Кастро.
- Чончи . Админ.центр — Чончи.
- Курако-де-Велес. Админ.центр — Курако-де-Велес.
- Далькауэ. Админ.центр — Далькауэ.
- Пукельдон. Админ.центр — Пукельдон.
- Кейлен. Админ.центр — Кейлен.
- Кельон. Админ.центр — Кельон.
- Кемчи. Админ.центр — Кемчи.
- Кинчао. Админ.центр — Кинчао.